# آگاته نگانی
آگاته نگانی (انگلیسی: Agathe Ngani؛ زادهٔ ۲۶ مهٔ ۱۹۹۲) بازیکن فوتبال اهل کامرون است.

وی همچنین در تیم ملی فوتبال زنان کامرون بازی کرده‌است.